# Löslichkeitsgleichgewicht
Das Löslichkeitsgleichgewicht (auch: Lösungsgleichgewicht) beschreibt das thermodynamische Gleichgewicht zwischen Bodenkörper und einer gesättigten Lösung.
Bei gesättigten Lösungen lässt sich an einigen Beispielen direkt zeigen, dass auch im Gleichgewicht ein ständiger Stoffaustausch erfolgt, dass also Teilchen des Bodenkörpers in Lösung gehen, aber auch dass Teilchen aus der Lösung in den Bodenkörper übergehen (Kristallisation). Es herrscht also ein dynamisches Gleichgewicht, in welchem die Auflösegeschwindigkeit gleich der Kristallisationsgeschwindigkeit ist. Bodenkörper und gesättigte Lösung bilden ein heterogenes System.
Mit Hilfe des Prinzips vom kleinsten Zwang lässt sich voraussagen, wie das Löslichkeitsgleichgewicht von der Temperatur abhängt:
- Verläuft der Lösungsvorgang exotherm, so nimmt die Löslichkeit mit steigender Temperatur ab.
- Ist der Lösungsvorgang endotherm, so nimmt die Löslichkeit bei Temperaturerhöhung zu.

Das Löslichkeitsgleichgewicht kann durch Stoffe gestört werden, die mit den gelösten Teilchen reagieren (zum Beispiel: Zugabe von Oxonium-Ionen zur Lösung eines Hydroxids). Es stellt sich dann ein neues Gleichgewicht ein.